# Hanne Staff
Hanne Staff (3 febbraio 1972) è un'orientista norvegese, vincitrice di 12 medaglie ai campionati mondiali di orientamento di cui 4 d'oro.
Lei si è ritirata dal mondo dell'orientamento internazionale alla conclusione della stagione del 2004 dove è diventata Campionessa del Mondo nella prova su media distanza dei campionati mondiali di orientamento.
Corre con il club norvegese Baekkelagets SK a Oslo.
Nelle varie prove della Coppa del Mondo ha conseguito i seguenti podi:
- Oro, distanza corta, 2000 Australia;
- Oro, distanza classica, 1998 Irlanda;
- Oro, distanza classica, 1998 Polonia;
- Oro, distanza classica, 1998 Estonia;
- Oro, distanza classica, 1998 Finlandia;
- Oro, distanza classica, 1996 Lituania;
- Argento, lunga distanza, 2002 Svizzera;
- Argento, lunga distanza, 2002 Svezia;
- Argento, lunga distanza, 2002 Ungheria;
- Argento, distanza corta, 1996 Svezia;
- Bronzo, lunga distanza, 2002 Belgio;
- Bronzo, distanza sprint, 2002 Svizzera;
- Bronzo, lunga distanza, 2002 Norvegia;
- Bronzo, lunga distanza, 2002 Repubblica Ceca;
- Bronzo, distanza corta, 2000 Finlandia;
- Bronzo, lunga distanza, 2000 Portogallo.